# Grammatorcynus bicarinatus
El carite cazón (Grammatorcynus bicarinatus) es una especie de pez perciforme de la familia Scombridae.

## Morfología
Los machos pueden llegar alcanzar los 112 cm de longitud total y los 13,5 kg de peso.

## Distribución geográfica
Se encuentran en las costas septentrionales de Australia (Australia Occidental, Queensland y el norte de Nueva Gales del Sur), el Golfo de Papúa (Nueva Guinea) y las Islas de la Lealtad.